# Alphonse Cornet
Alphonse Cornet, né le 24 février 1839 à Riom et mort le 27 octobre 1898 à Levallois-Perret, est un peintre français.

## Biographie
Alphonse Cornet est le fils de Jean Cornet et de Marie Trellet.
Élève d'Alexandre Denuelle, il expose au Salon de 1864 à 1890.
En 1894, il épouse Marie Elisa Clerget.
Il meurt à l'âge de 59 ans ; Félix Voulot (sculpteur) est témoin du décès devant l'état civil. Il est inhumé au cimetière du Montparnasse.

## Distinction
- Il est Officier d'Académie.

## Œuvres exposées aux Salons parisiens
- Intérieur de cuisine, au Salon de 1864
- Souvenirs, au Salon de 1865
- Misère et regrets, au Salon de 1866
- Un Épisode de l'invasion des Francs dans les Gaules ; fin de la domination romaine, au Salon de 1867
- La Reine de Navarre chez Ruggieri, au Salon de 1868
- Une jeune femme jouant avec un chien 	, au Salon de 1868
- Madeleine repentante, au Salon de 1870
- Montreur de bêtes au Champ-de-Mars ; avant la fête du 15 août, au Salon de 1870
- Ensevelissement des morts, après la bataille de Champigny, le 6 décembre 1870, par les ambulances de la Presse, au Salon de 1872
- Un Solliciteur, au Salon de 1873
- La Fête de Vaugirard, au Salon de 1875
- La Visite à la petite sœur, au Salon de 1876
- La Leçon de musique, au Salon de 1876
- Vision de Jean de Bourbon ; XVe siècle, au Salon de 1878
- Musée de Riom : Grand plafond : Le Temple de la Gloire ; Figures décoratives Petit plafond du vestibule : Le Triomphe du Printemps ; Figures décoratives, au Salon de 1878
- Le Tribunal de Velléda, au Salon de 1879
- Jeune femme du XVIe siècle, au Salon de 1879
- Distribution de soupe à la porte d’une caserne, au Salon de 1880
- Fuite de la reine à la prise de Sichem par l’armée d’Hyrcan, au Salon de 1880
- Le Banc de la dèche, au jardin du Louvre, au Salon de 1885
- Prise du Temple de Delphes par les Gaulois ; légende grecque, au Salon de 1885
- Le Défilé des Gueux, au Salon de 1886
- Un Accroc, au Salon de 1887
- Un Coin à Saint-Eustache, au Salon de 1889
- Une Noce dans les environs de Paris, au Salon de 1890